# Berliner Jedermann-Festspiele

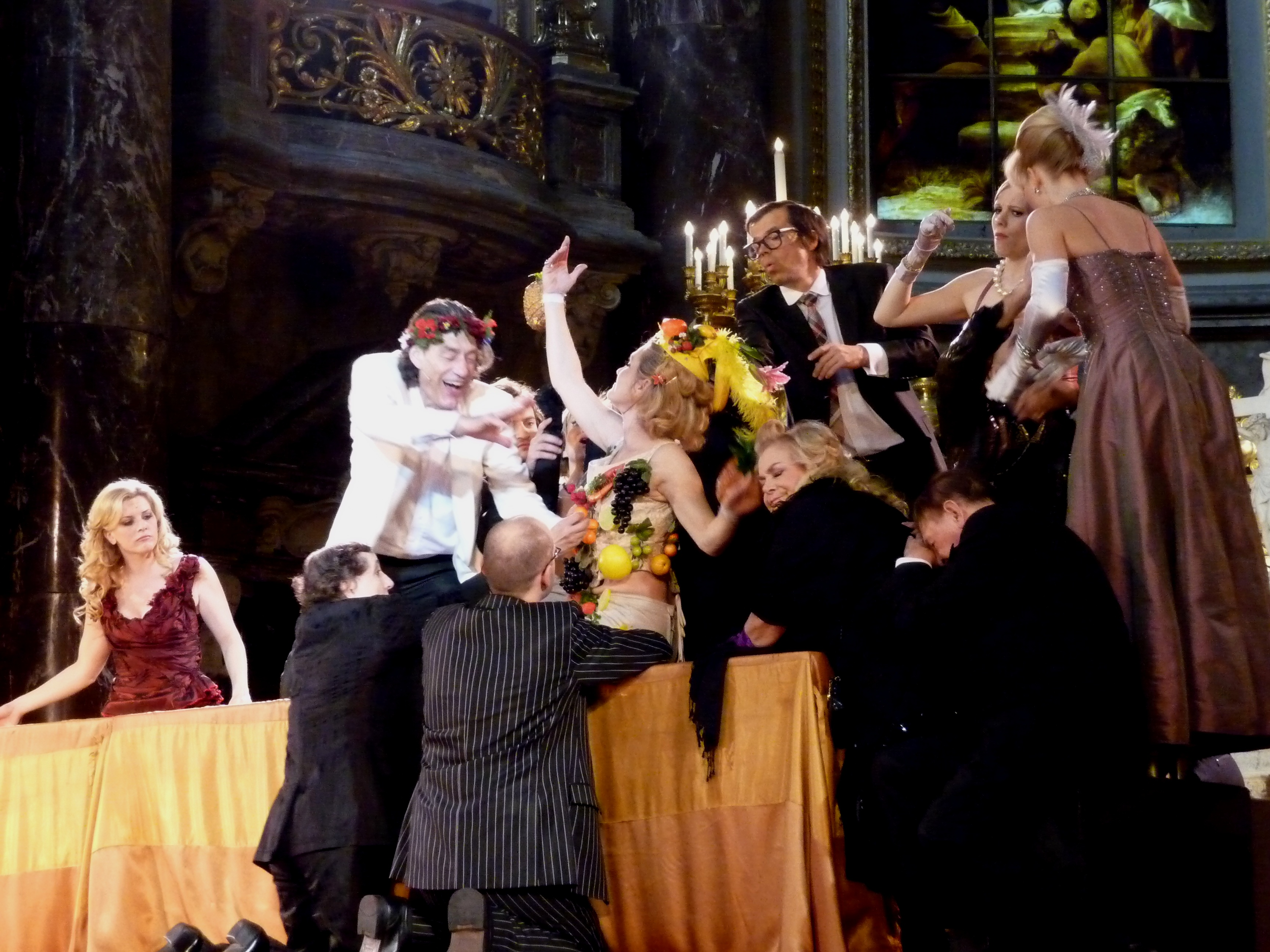
Die Tischgesellschaft von 2010

Die Berliner Jedermann-Festspiele bestanden von 1987 bis 2014 und zeigten alljährlich im Herbst Hugo von Hofmannsthals Jedermann. Gründerin der Festspiele, Regisseurin und Darstellerin des Glaubens seit Anbeginn war Brigitte Grothum. Während der Jedermann der Salzburger Festspiele vor dem Salzburger Dom unter freiem Himmel gespielt wird, fanden die Berliner Aufführungen seit 1993 im Innenraum des Berliner Domes statt. Von 1988 bis 1992 in der Kaiser-Wilhelm-Gedächtniskirche, 1988 in der Südsternkirche in Kreuzberg.

## Geschichte
In Berlin gab es ab 1987 die jährlichen Jedermann-Festspiele. Weil Hofmannsthals Stück weitgehend mit dem Salzburger Domplatz assoziativ verknüpft wird, wo es seit 1920 nahezu jeden Sommer gegeben wird, trat allgemein in den Hintergrund, dass die Uraufführung des Jedermann im Jahre 1911 in Berlin stattfand, im Circus Schumann, inszeniert von Max Reinhardt.
Die Inszenierungen leitete Brigitte Grothum. Spielstätte war zunächst die Kreuzberger Kirche am Südstern, später die Marienkirche, aber auch die Gethsemanekirche und die Kaiser-Wilhelm-Gedächtniskirche. Zumeist versammelte Grothum ein Ensemble von namhaften Schauspielern und Schauspielerinnen der Film- und Fernsehwelt sowie des Boulevardtheaters. Die Besetzungen waren oft prominent und ungewöhnlich, bisweilen auch mutig. Grothums ursprüngliche Motivation für die Produktion war Werktreue, die Sorge, ein anderer könnte aus dem Mysterienspiel einen Abend des Regietheaters machen, „bei dem das Werk nur Mittel zum Zweck wäre“. Die ersten Jedermann-Darsteller waren die Film- und Fernsehschauspieler Erik Schumann (1987) und Bodo Wolf (1988–1990), erste Buhlschaft war Monika Tabsch, die zuvor in einer Folge der Fernsehserie Die Nervensäge mit Dieter Hallervorden aufgetreten war.
1991 sollte die Schlagersängerin und Filmschauspielerin Heidi Brühl, damals 49 Jahre alt, die Rolle der Buhlschaft übernehmen, nahm auch an den ersten Proben teil, verstarb jedoch nach einer Operation noch vor der Premiere. Ihre Rolle übernahm kurzfristig Iris Berben. Der Jedermann der Jahre 1991 bis 1993 war der Schauspieler Ezard Haußmann, der 23 Jahre lang an der Berliner Volksbühne engagiert war. Seine Buhlschaften waren, nach Berben, Ingrid Steeger (1991) und die Schlagersängerin Dunja Rajter (1993). Im Jahr 1993 gab es eine Neuinszenierung an einer neuen Spielstätte, Grothum etablierte das Mysterienspiel im Berliner Dom und untermalte ihre Neuinszenierung nunmehr mit Musik von Johann Bach. Der Dom blieb Spielstätte des Stückes bis zum Ende der Festspiele. Die Regisseurin übernahm in allen Vorstellungen der Festspiele von Anbeginn bis zum Ende die Rolle des Glaubens. Nur bei einem Gastspiel im Jahr 1990 spielte sie die Buhlschaft. Eine Reihe von Schauspielern blieben dem Projekt über lange Jahre treu:
- Die Fassbinder- und Fernseh-Schauspielerin Brigitte Mira spielte von 1990 bis zu ihrem Tod, fünfzehn Sommer lang, die Mutter.
- Den Mammon verkörperte sieben Spielzeiten lang Gerd Duwner, danach fünf Spielzeiten Klaus Dahlen und erneut sieben Spielzeiten Ilja Richter.
- Peter Sattmann spielte von 1998 bis 2003 den Tod und verkörperte ab 2004 in sieben Spielzeiten den Teufel, zuletzt 2014.
- In ebenfalls sieben Spielzeiten verkörperte Debora Weigert, die Tochter der Festspielleiterin, die Rolle der Guten Werke.

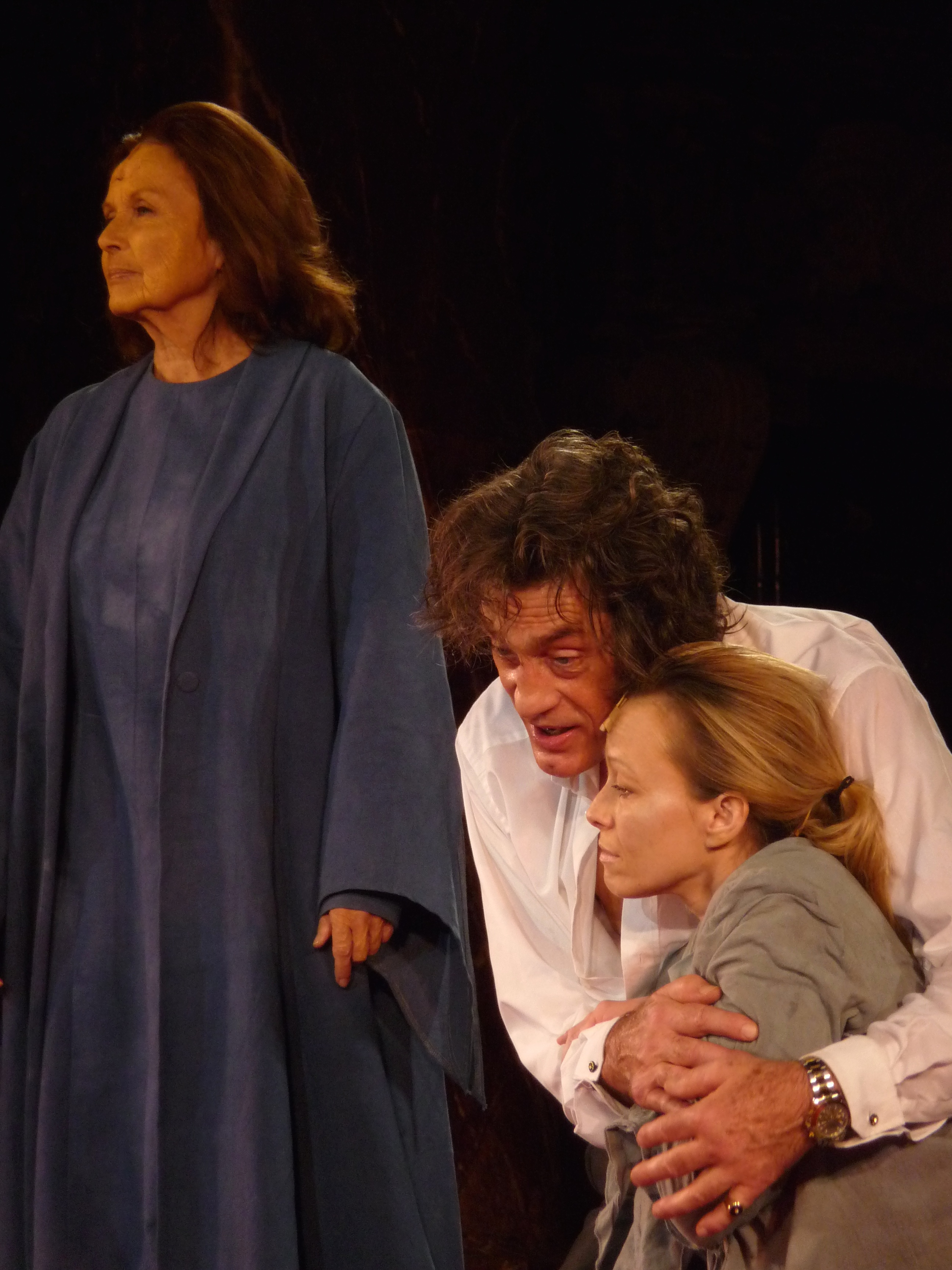
Brigitte Grothum als Glaube, Winfried Glatzeder als Jedermann und Debora Weigert als Gute Werke, Berliner Dom 2010

1994 debütierte Hermann Treusch, 1998 Joachim Hansen und 1999 Reiner Schöne in der Rolle des Jedermanns, die Buhlschaften der 1990er Jahre waren namhafte Persönlichkeiten aus Film und Fernsehen, darunter Carry Sass, Uta Schorn, Sonja Kirchberger und Isabel Varell. 2002 übernahm der Travestiestar Georg Preuße alias Mary die Titelrolle, 2006 der vormalige Schlager- und spätere Opernsänger René Kollo. Die Buhlschaften dieser Jahre waren Dennenesch Zoudé, in der Folge Jenny Elvers-Elbertzhagen und 2006 Barbara Becker.
Im Jahr 2008 gab der Schauspieler Winfried Glatzeder den Jedermann, und Mariella Ahrens die Buhlschaft. 2009 übernahm Rüdiger Joswig die Titelrolle, die vormalige Eiskunstläuferin Katarina Witt die Buhlschaft und der Kabarettist Herbert Feuerstein die Rolle des Teufels. 2010 und 2011 übernahm wieder Glatzeder den Jedermann, 2012 und 2013 erstmals Francis Fulton-Smith und 2014 erneut Georg Preuße. Die letzten drei Buhlschaften waren die Fernsehmoderatorin Eva Habermann, die Schauspielerin Barbara Wussow und die Popsängerin Jeanette Biedermann.
Das Ende der Institution begründete die Gründerin, Regisseurin und Schauspielerin einerseits mit ihrem Alter, andererseits mit dem ständigen Risiko einer freien Produktion, die auf Sponsoren angewiesen war und keine Subventionen erhielt: „Wenn wir es nicht anders finanziert bekommen als durch Betteln, dann müssen wir aufhören.“
Als berührendstes Erlebnis der 28 Jahre Jedermann schilderte Grothum ein Gastspiel im Juli 1989 im Osten der Stadt, in der Marienkirche am Alexanderplatz – wenige Monate vor dem Fall der Berliner Mauer. „Das Publikum hat unten gestanden und geweint und wir haben oben gestanden und geweint.“ Es regnete Rosen und gab Sprechchöre: „Wiederkommen, wiederkommen!“
Insgesamt haben rund 500 000 Zuschauer die Berliner Jedermann-Vorstellungen gesehen.

## Besetzungen
| Jahr                                          | Jedermann            | Buhlschaft                | Gott Tod Teufel                                   | Mutter Werke Glaube                                  | Guter Gesell Hausvogt Koch                        | Armer Nachbar Schuldknecht Sein Weib              | Dicker Vetter Dünner Vetter Mammon             |
| --------------------------------------------- | -------------------- | ------------------------- | ------------------------------------------------- | ---------------------------------------------------- | ------------------------------------------------- | ------------------------------------------------- | ---------------------------------------------- |
| Alternierend in verschiedenen Kirchen Berlins |                      |                           |                                                   |                                                      |                                                   |                                                   |                                                |
| 1987                                          | Erik Schumann        | Monika Tabsch             | Erich Schellow Eberhard Prüter Rudolf Geske       | Erika Dannhoff Edith Teichmann Brigitte Grothum      | Wolfgang Ziffer Helmut Ellfeldt Walter Jacob      | Egon Hofmann Bodo Wolf Agathe Winkler             | Dieter Brammer Uwe Müller Gerd Duwner          |
| 1988                                          | Bodo Wolf            | Monika Tabsch             | Erich Schellow Eberhard Prüter Wolfgang Gruner    | Erika Dannhoff Edith Teichmann Brigitte Grothum      | Wolfgang Ziffer Helmut Ellfeldt Walter Jacob      | Egon Hofmann Jürgen Kluckert Agathe Winkler       | Dieter Brammer Uwe Müller Gerd Duwner          |
| 1989                                          | Bodo Wolf            | Monika Tabsch             | Erich Schellow Manfred Tümmler Wolfgang Gruner    | Erika Dannhoff Edith Teichmann Brigitte Grothum      | Wolfgang Ziffer Helmut Ellfeldt Walter Jacob      | Egon Hofmann Jürgen Kluckert Agathe Winkler       | Klaus Dahlen Santiago Ziesmer Gerd Duwner      |
| 1990                                          | Bodo Wolf            | Monika Tabsch             | Erich Schellow Peter Maertens Wolfgang Gruner     | Brigitte Mira Edith Teichmann Brigitte Grothum       | Wolfgang Ziffer Helmut Ellfeldt Dietmar Wunder    | Egon Hofmann Dieter Knust Agathe Winkler          | Klaus Dahlen Santiago Ziesmer Gerd Duwner      |
| 1991                                          | Ezard Haußmann       | Iris Berben               | Erich Schellow Peter Maertens Wolfgang Gruner     | Brigitte Mira Edith Teichmann Brigitte Grothum       | Wolfgang Ziffer Helmut Ellfeldt Klaus Bergatt     | Egon Hofmann Dieter Knust Agathe Winkler          | Klaus Dahlen Santiago Ziesmer Gerd Duwner      |
| 1992                                          | Ezard Haußmann       | Ingrid Steeger            | Erich Schellow Alexander Kerst Leander Haußmann   | Brigitte Mira Edith Teichmann Brigitte Grothum       | Wolfgang Ziffer Helmut Ellfeldt Klaus Bergatt     | Egon Hofmann Dieter Knust Agathe Winkler          | Klaus Dahlen Santiago Ziesmer Gerd Duwner      |
| Berliner Dom                                  |                      |                           |                                                   |                                                      |                                                   |                                                   |                                                |
| 1993                                          | Ezard Haußmann       | Dunja Rajter              | Erich Schellow Hermann Treusch Wolfgang Gruner    | Brigitte Mira Edith Teichmann Brigitte Grothum       | Wolfgang Ziffer Helmut Ellfeldt Klaus Bergatt     | Egon Hofmann Dieter Knust Agathe Winkler          | Klaus Dahlen Wolfgang Bahro Gerd Duwner        |
| 1994                                          | Hermann Treusch      | Carry Sass                | Erich Schellow Arno Wyzniewski Wolfgang Gruner    | Brigitte Mira Edith Teichmann Brigitte Grothum       | Wolfgang Ziffer Helmut Ellfeldt Peter Schlesinger | Horst Schultheis Dieter Knust Agathe Winkler      | Uwe Hacker Wolfgang Bahro Klaus Dahlen         |
| 1995                                          | Hermann Treusch      | Uta Schorn                | Erich Schellow Arno Wyzniewski Wolfgang Gruner    | Brigitte Mira Judy Winter Brigitte Grothum           | Wolfgang Ziffer Helmut Ellfeldt Helmut Hildebrand | Gerry Wolff Dieter Knust Agathe Winkler           | Horst Pinnow Wolfgang Bahro Klaus Dahlen       |
| 1996                                          | Hermann Treusch      | Sonja Kirchberger         | Erich Schellow Peter Maertens Wolfgang Gruner     | Brigitte Mira Judy Winter Brigitte Grothum           | Wolfgang Ziffer Helmut Ellfeldt Andreas Müller    | Gerry Wolff Dieter Knust Agathe Winkler           | Horst Pinnow Wolfgang Bahro Klaus Dahlen       |
| 1997                                          | Hermann Treusch      | Sonja Kirchberger         | Erich Schellow Alexander Kerst Wolfgang Gruner    | Brigitte Mira Judy Winter Brigitte Grothum           | Wolfgang Ziffer Helmut Ellfeldt Helmut Hildebrand | Gerry Wolff Dieter Knust Debora Weigert           | Horst Pinnow Wolfgang Bahro Klaus Dahlen       |
| 1998                                          | Joachim Hansen       | Susanne Meikl             | Erich Schellow Peter Sattmann Wolfgang Gruner     | Brigitte Mira Judy Winter Brigitte Grothum           | Wolfgang Ziffer Helmut Ellfeldt Helmut Hildebrand | Gerry Wolff Piotr Papierz Debora Weigert          | Horst Pinnow Wolfgang Bahro Volker Brandt      |
| 1999                                          | Reiner Schöne        | Isabel Varell             | Erich Schellow Peter Sattmann Wolfgang Gruner     | Brigitte Mira Elke Sommer Brigitte Grothum           | Wolfgang Ziffer Helmut Ellfeldt Helmut Hildebrand | Gerry Wolff Piotr Papierz Debora Weigert          | Horst Pinnow Wolfgang Bahro Klaus Dahlen       |
| 2000                                          | Joachim Hansen       | Isabel Varell             | Erich Schellow Peter Sattmann                     | Brigitte Mira Elke Sommer Brigitte Grothum           | Manfred Molitorisz Helmut Ellfeldt Stephan Wilke  | Gerry Wolff Stefan Gossler Mona Klare             | Horst Pinnow Wolfgang Bahro Georg Preuße       |
| 2001                                          | Joachim Hansen       | Sonja Kirchberger         | Erich Schellow Peter Sattmann                     | Brigitte Mira Elke Sommer Brigitte Grothum           | Manfred Molitorisz Waldemar Arnold Stephan Wilke  | Horst Schultheis Stefan Gossler Ilona Schulz      | Horst Pinnow Wolfgang Bahro Georg Preuße       |
| 2002                                          | Georg Preuße         | Dennenesch Zoudé          | Erich Schellow Peter Sattmann                     | Brigitte Mira Elke Sommer Brigitte Grothum           | Wolfgang Lippert Waldemar Arnold Jörg Büttner     | Horst Bergmann Stefan Gossler Debora Weigert      | Stephan Wilke Wolfgang Bahro Ilja Richter      |
| 2003                                          | Georg Preuße         | Dennenesch Zoudé          | Erich Schellow Peter Sattmann                     | Brigitte Mira Elke Sommer Brigitte Grothum           | Wolfgang Lippert Götz Gendries Stephan Wilke      | Horst Schultheis Stefan Gossler Mona Klare        | Horst Pinnow Wolfgang Bahro Ilja Richter       |
| 2004                                          | Georg Preuße         | Jenny Elvers-Elbertzhagen | Erich Schellow Joachim Hansen Peter Sattmann      | Brigitte Mira Jitka Frantova Brigitte Grothum        | Daniel Fehlow Uwe Seibertz Stephan Wilke          | Horst Schultheis Stefan Gossler Fiona Siemering   | Horst Pinnow Wolfgang Bahro Marcello de Nardo  |
| 2005                                          | Georg Preuße         | Jenny Elvers-Elbertzhagen | Erich Schellow Karl Walter Diess Peter Sattmann   | Dagmar Biener Elisabeth Wiedemann Brigitte Grothum   | Wolfgang Bahro Uwe Seibertz Stephan Wilke         | Horst Schultheis Stefan Gossler Debora Weigert    | Horst Pinnow Santiago Ziesmer Ilja Richter     |
| 2006                                          | René Kollo           | Barbara Becker            | Erich Schellow Peter Sattmann                     | Hannelore Zeppenfeld Debora Weigert Brigitte Grothum | Horst Schultheis Uwe Seibertz Stephan Wilke       | Horst Bergmann Stefan Gossler Dagmar Biener       | Horst Pinnow Santiago Ziesmer Ilja Richter     |
| 2007                                          | René Kollo           | Jenny Elvers-Elbertzhagen | Erich Schellow Peter Sattmann Ezard Haußmann      | Anny Schlemm Debora Weigert Brigitte Grothum         | Wolfgang Bahro Uwe Seibertz Stephan Wilke         | Horst Bergmann Stefan Gossler Dagmar Biener       | Horst Pinnow Santiago Ziesmer Axel Herrig      |
| 2008                                          | Winfried Glatzeder   | Mariella Ahrens           | Erich Schellow Peter Sattmann                     | Monika Lennartz Debora Weigert Brigitte Grothum      | Nicolai Tegeler Uwe Seibertz Stephan Wilke        | Herbert Köfer Stefan Gossler Claudia Weiske       | Dagmar Biener Santiago Ziesmer Ilja Richter    |
| 2009                                          | Rüdiger Joswig       | Katarina Witt             | Erich Schellow Günter Junghans Herbert Feuerstein | Ursula Karusseit Debora Weigert Brigitte Grothum     | Nicolai Tegeler Uwe Seibertz Stephan Wilke        | Herbert Köfer Stefan Gossler Claudia Weiske       | Dagmar Biener Santiago Ziesmer Robert Kreis    |
| 2010                                          | Winfried Glatzeder   | Eva Habermann             | Erich Schellow Siemen Rühaak Herbert Feuerstein   | Ursula Karusseit Debora Weigert Brigitte Grothum     | Nicolai Tegeler Uwe Seibertz Stephan Wilke        | Herbert Köfer Michael Jussen Anne-Kathrin Vorwerk | Dagmar Biener Santiago Ziesmer Ilja Richter    |
| 2011                                          | Winfried Glatzeder   | Barbara Wussow            | Erich Schellow Sascha Gluth Peter Sattmann        | Ursula Karusseit Debora Weigert Brigitte Grothum     | Nicolai Tegeler Michael Jussen Stephan Wilke      | Herbert Köfer Stefan Gossler Claudia Weiske       | Dagmar Biener Santiago Ziesmer Ilja Richter    |
| 2012                                          | Francis Fulton-Smith | Barbara Wussow            | Erich Schellow Sascha Gluth Peter Sattmann        | Ursula Karusseit Ingrid Mülleder Brigitte Grothum    | Matthias Zahlbaum Michael Jussen Stephan Wilke    | Herbert Köfer Torsten Spohn Ingrid Mülleder       | Dagmar Biener Santiago Ziesmer André Eisermann |
| 2013                                          | Francis Fulton-Smith | Jeanette Biedermann       | Erich Schellow Reiner Schöne Peter Sattmann       | Ursula Karusseit Ingrid Mülleder Brigitte Grothum    | Matthias Zahlbaum Michael Jussen Stephan Wilke    | Herbert Köfer Stefan Gossler Ingrid Mülleder      | Horst Pinnow Santiago Ziesmer André Eisermann  |
| 2014                                          | Georg Preuße         | Barbara Wussow            | Erich Schellow Achim Wolff Peter Sattmann         | Ursula Karusseit Debora Weigert Brigitte Grothum     | Matthias Zahlbaum Michael Jussen Stephan Wilke    | Herbert Köfer Stefan Gossler Ines Bartholomäus    | Horst Pinnow Santiago Ziesmer Ilja Richter     |

- 1989 wurde der Tod auch von Manfred Tümmler gespielt, 1994 und 1995 auch von Ekkehard Schall, 1996 auch von Arno Wyzniewski.
- Erich Schellow erlitt 1993 einen schweren Schlaganfall und starb 1995. Die Stimme des Herrn in den Berliner Jedermann-Aufführungen stammte von einer älteren Tonaufzeichnung.
- In den Jahren 2000 bis 2003 sowie 2006 und 2008 verkörperte Peter Sattmann sowohl den Tod als auch den Teufel.
- Erik Schumann spielte den ersten Jedermann nur in zwei Vorstellungen, danach musste er die Rolle krankheitsbedingt niederlegen und wurde durch Bodo Wolf ersetzt.[9]

## Gastspiele
Die Berliner Jedermann-Produktion wurde in den Jahren 2004 bis 2006 auch in jährlich einem Gastspiel gezeigt. 2004 gastierte der Berliner Jedermann im Hof des Schlosses Herrenchiemsee. Gespielt wurde bei Tageslicht.
2005 gastierte das Ensemble vor dem Ital-Reding-Haus in der Schweizer Gemeinde Schwyz, die Tribüne im Freien war für 3.000 Besucher errichtet worden. Charles Linsmayer gab seiner Kritik den Titel Schauspiel wie Gottesdienst und lobte die Aufführung „als durch und durch traditionelles Schauspiel vom Besten“, das gut aufeinander eingespielte Ensemble und alle darstellerischen Leistungen. Als Gäste aus der Schweiz übernahmen Walo Lüönd die Rolle des Armen Nachbarn und Stefanie Glaser die von Jedermanns Mutter.
2006 gastierte die Produktion mit René Kollo als Jedermann und Barbara Becker als Buhlschaft in Speyer.